# Georg Adam von Pfuhl

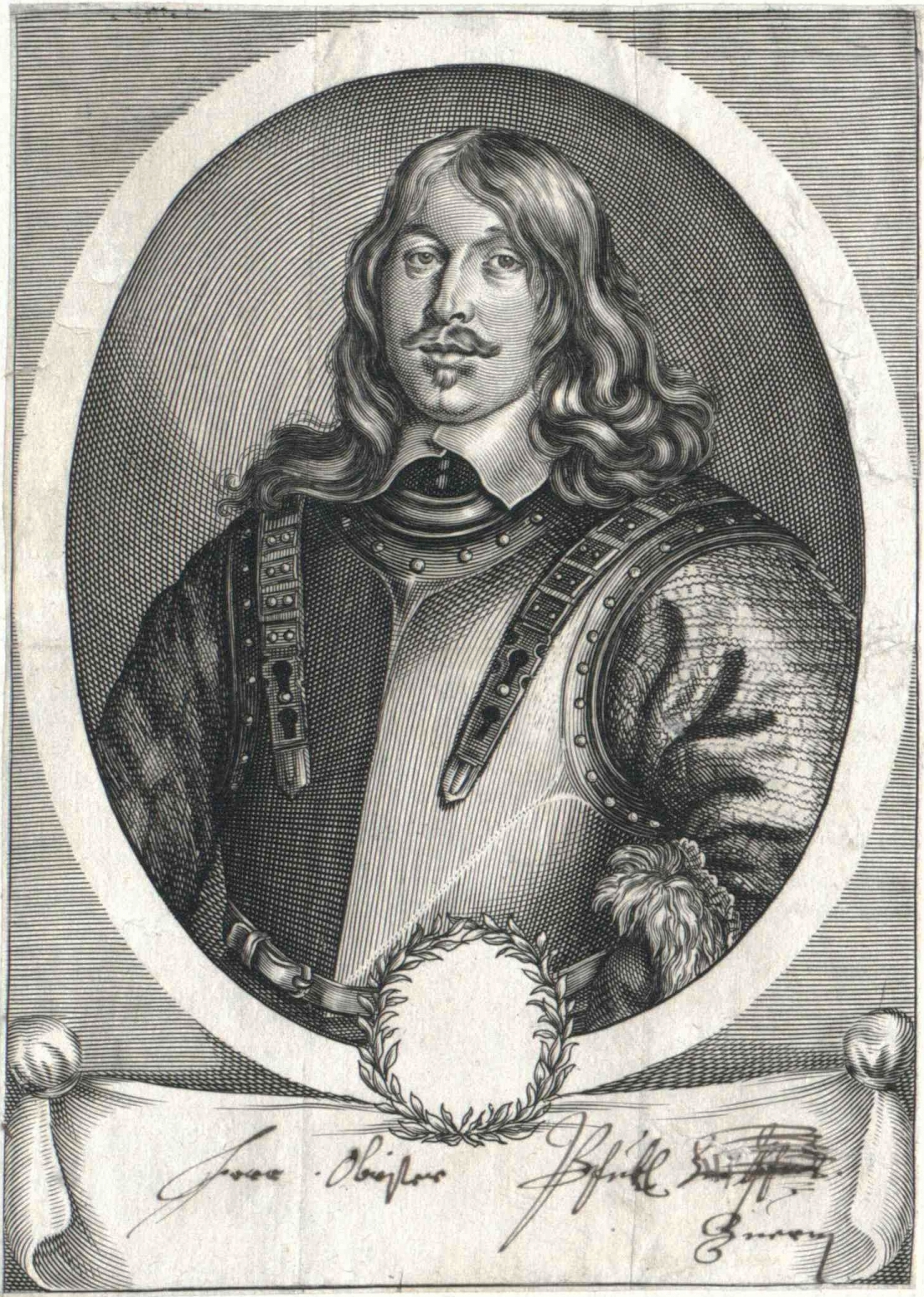
Georg Adam von Pfuhl

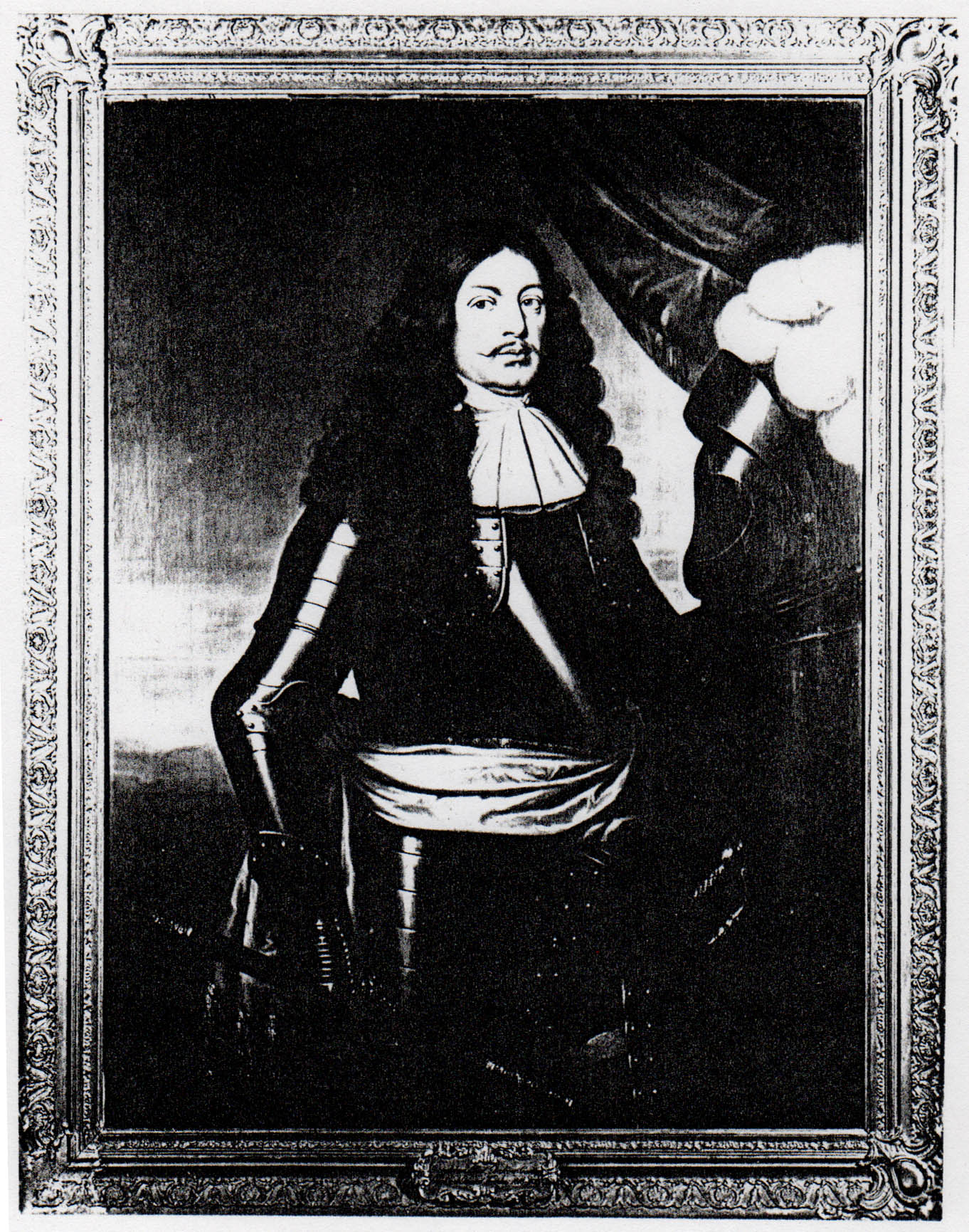
Georg Adam von Pfuhl

Georg Adam von Pfuhl  (* 6. April 1618 in Garzin; † 9. Juni 1672 in Spandau) aus der Familie Pfuel, Herr auf Groß- und Klein-Buckow, Oberstorf, Münchoff, Sieversdorf, Dahlem, Marzahn, Hasenholz und Garzin, war ein kurbrandenburgischer General und Gouverneur von Spandau.

## Leben
Er war der Sohn des Gutsbesitzers Christoph von Pfuhl, Erbherr auf Garzin und Trebnitz, und der Ursula Margaretha von Pfuhl aus dem Hause Fichel. 1629 diente Pfuhl der Königin Maria Eleonora von Schweden, einer Tochter des Kurfürsten Johann Sigismund von Brandenburg, als Page. Ein Jahr später ging er mit König Gustav Adolf während des Dreißigjährigen Krieges nach Deutschland. Als Kornett brachte er 1632 den Leichnam des Königs nach Schweden. Er wurde 1635 Kapitän und 1640 Major.
Im Jahr 1647 trat er aus dem schwedischen als Oberstwachtmeister in kurbrandenburgischen Dienst. 1655 erhielt er von Kurfürst Friedrich Wilhelm den Auftrag, ein neues Regiment zu Pferde aufzustellen (Kürassierregiment „von Pfuhl“). Als Oberst und Kommandeur des Regiments nahm er am Feldzug gegen Schweden in Holstein und Jütland teil. 1658 ernannte ihn der Kurfürst zum Generalmajor und Generalwachtmeister über die Kavallerie.
Nach dem Ende des Krieges zog Pfuhl sich auf seine Güter zurück und kaufte zusätzlich Oberstorf, Münchow und Dammersdorf. Chef eines neu errichteten Regiments zu Pferde wurde er im Februar 1666. Der Kurfürst, der Pfuhl hoch schätzte, ernannte ihn im Februar 1670 zum Gouverneur von Spandau. Dort starb Pfuhl am 9. Juni 1672. Beigesetzt wurde er im Oktober 1672 auf einem seiner Güter.
Sein Regiment übernahm Johann Friedrich von Printzen (1631–1691).

## Familie
Pfuhl war dreimal verheiratet und zwar 1647 mit Margaretha von Stoßloff aus dem Haus Panckelow in Mecklenburg (1623–1658), mit Christina von Zabeltitz († 1665) und 1667 mit Elisabetha von der Osten († 1699 in Stettin). Nur sein Sohn Gustav Adolf überlebte ihn. In der Leichenpredigt (vom 12. Dezember 1672) wird als seine jüngste Tochter J. Margaretha Catharina von Pfuel genannt. 1674 heiratet die Tochter Dorothea Elisabeth († 1740) den späteren Generalfeldmarschall Heino Heinrich von Flemming.